# Sommer-Paralympics 2024
| Medaillenspiegel (549 Medaillenentscheidungen) | Medaillenspiegel (549 Medaillenentscheidungen) | Medaillenspiegel (549 Medaillenentscheidungen) | Medaillenspiegel (549 Medaillenentscheidungen) | Medaillenspiegel (549 Medaillenentscheidungen) | Medaillenspiegel (549 Medaillenentscheidungen) |
| Platz                                          | Land                                           | Goldmedaille                                   | Silbermedaille                                 | Bronzemedaille                                 | Gesamt                                         |
| ---------------------------------------------- | ---------------------------------------------- | ---------------------------------------------- | ---------------------------------------------- | ---------------------------------------------- | ---------------------------------------------- |
| 1                                              | China                                          | 94                                             | 76                                             | 50                                             | 220                                            |
| 2                                              | Großbritannien                                 | 49                                             | 44                                             | 31                                             | 124                                            |
| 3                                              | USA                                            | 36                                             | 42                                             | 27                                             | 105                                            |
| 4                                              | Niederlande                                    | 27                                             | 17                                             | 12                                             | 56                                             |
| 5                                              | Brasilien                                      | 25                                             | 26                                             | 38                                             | 89                                             |
| 6                                              | Italien                                        | 24                                             | 15                                             | 32                                             | 71                                             |
| 7                                              | Ukraine                                        | 22                                             | 28                                             | 32                                             | 82                                             |
| 8                                              | Frankreich                                     | 19                                             | 28                                             | 28                                             | 75                                             |
| 9                                              | Australien                                     | 18                                             | 17                                             | 28                                             | 63                                             |
| 10                                             | Japan                                          | 14                                             | 10                                             | 17                                             | 41                                             |
| 11                                             | Deutschland                                    | 10                                             | 14                                             | 25                                             | 49                                             |
| …                                              | …                                              | …                                              | …                                              | …                                              | …                                              |
| 15                                             | Schweiz                                        | 8                                              | 8                                              | 5                                              | 21                                             |
| 69                                             | Österreich                                     | 0                                              | 3                                              | 1                                              | 4                                              |
| Gesamt                                         | Gesamt                                         | 549                                            | 551                                            | 607                                            | 1707                                           |
| Vollständiger Medaillenspiegel                 |                                                |                                                |                                                |                                                |                                                |

Die XVII. Paralympischen Sommerspiele (französisch Jeux paralympiques d'été de 2024) fanden vom 28. August bis zum 8. September 2024 in Paris statt. Die Paralympics sind die Olympischen Spiele für Menschen mit körperlicher Behinderung und deren wichtigstes und größtes Sportereignis. Zusammen mit den Olympischen Spielen, die im Vorfeld ebenfalls in Paris stattfanden, wird das Ereignis als Paris 2024 vermarktet.

## Vergabe
Am 13. September 2017 gab das IOC die Vergabe der Austragung der Olympischen Sommerspiele 2024 und parallel die Vergabe der Paralympics an denselben Ausrichter bekannt. Hierbei setzte sich Paris gegen den einzigen verbliebenen Bewerber Los Angeles durch, der seinerseits den Zuschlag der beiden Sportereignisse für die folgende Austragung der Olympischen Sommerspiele 2028 und der Paralympischen Sommerspiele 2028 erhielt.

## Maskottchen und Musik
Das Maskottchen der Paralympischen Spiele war demjenigen der Olympischen Sommerspiele in Paris 2024 sehr ähnlich. Es erschien, wie jenes, mit einer phrygischen Mütze und hieß deshalb „paralympische Phryge“. Die Figur, die sowohl als Puppe bei den Siegerehrungen an die Athleten übergeben wurde als auch lebensgroß bei vielen Events, nicht nur bei den Zeremonien, auftrat, trug links einen roten Sportschuh und rechts eine Unterschenkelprothese, eine weiße Hose, und links waren Fähnchen angebracht.
Die Musik, die bei offiziellen Anlässen, bei den Siegerehrungen und bei den Zeremonien gespielt wurde, stammte, wie bei den Sommerspielen, von Victor Le Masne.

## Wettkampfstätten
Die Wettkampfstätten der Sommer-Paralympics 2024 auf Basis der offiziellen Website des Internationalen Olympischen Komitees:
- Bercy Arena – Rollstuhlbasketball
- Arena Champ-de-Mars – Judo, Rollstuhlrugby
- Schloss Versailles – Dressursport
- Centre National de Tir Sportif – Schießen
- Clichy-sous-Bois – Radsport (Straße)
- Stade Tour Eiffel – Blindenfußball
- Grand Palais – Taekwondo, Rollstuhlfechten
- Esplanade des Invalides – Bogenschießen
- La Courneuve – Marathon
- Arena Paris Nord – Sitzvolleyball
- Paris La Défense Arena – Schwimmen
- Pont Alexandre III – Triathlon
- Arena Porte de la Chapelle – Badminton, Gewichtheben
- Stade Roland Garros – Rollstuhltennis
- Vélodrome National – Radsport (Bahn)
- Arena Paris Sud – Boccia, Goalball, Tischtennis
- Stade de France – Leichtathletik
- Stade nautique de Vaires-sur-Marne – Kanu, Rudern

Bercy Arena
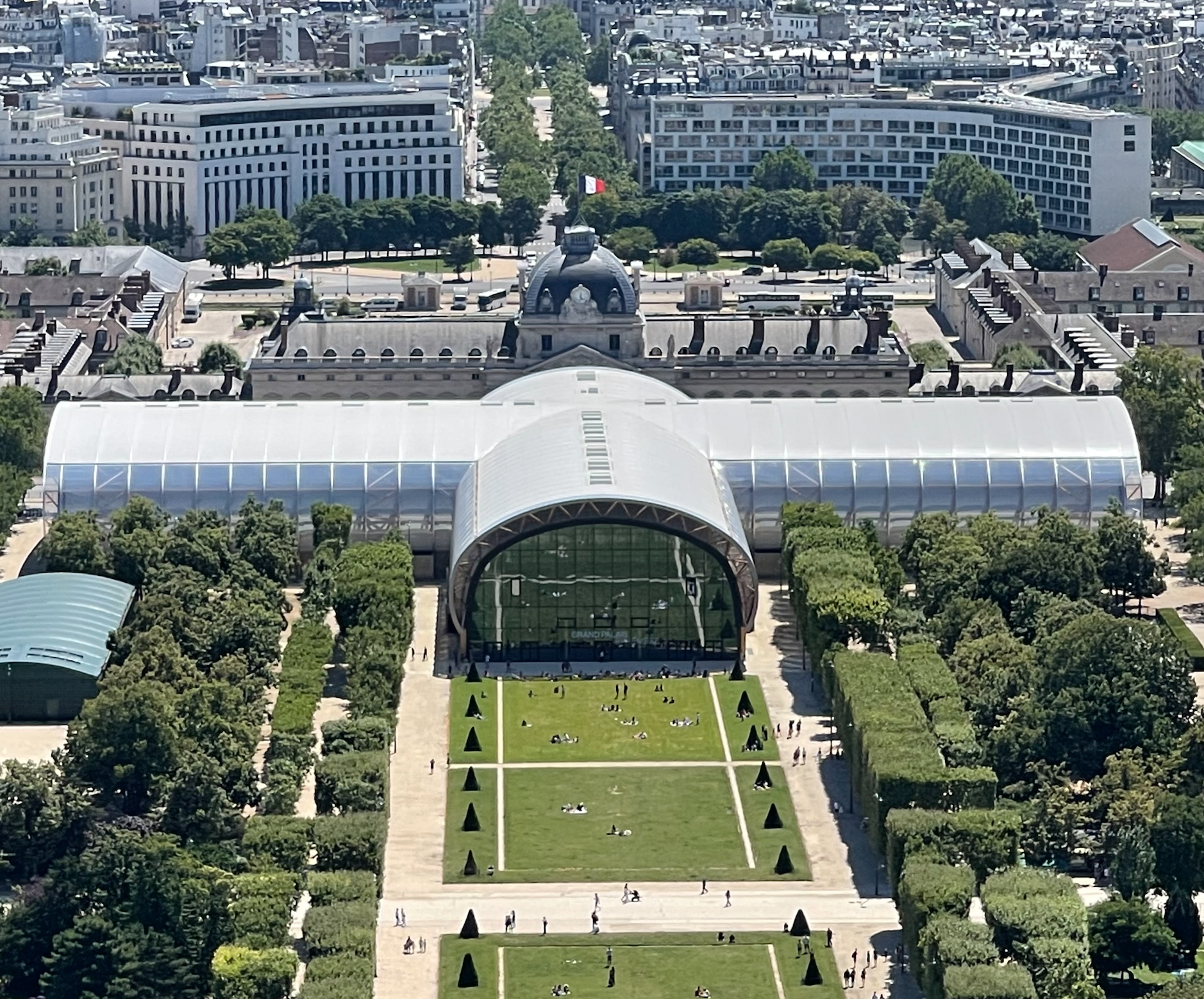
Arena Champ-de-Mars
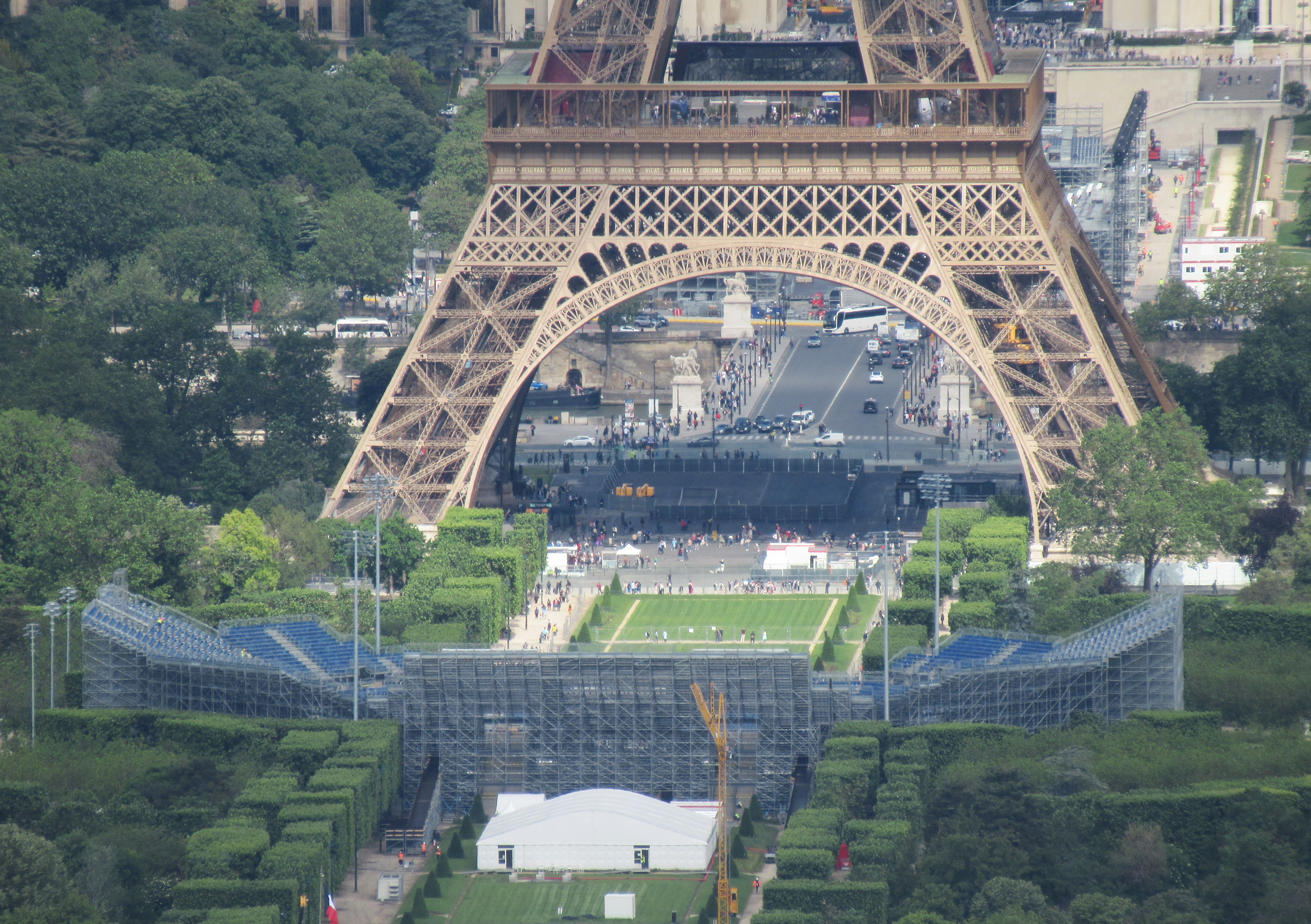
Stade Tour Eiffel
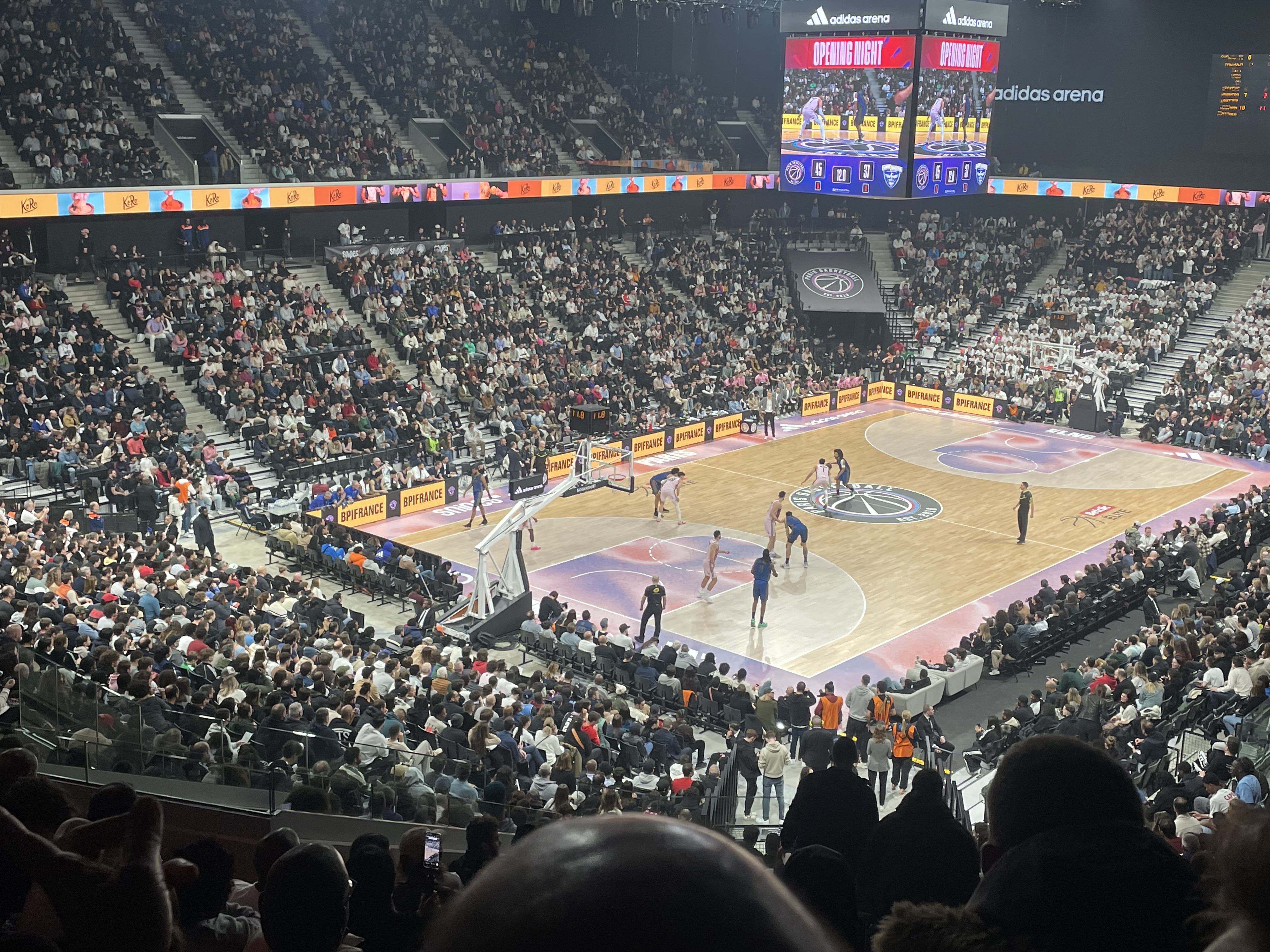
Arena Porte de la Chapelle
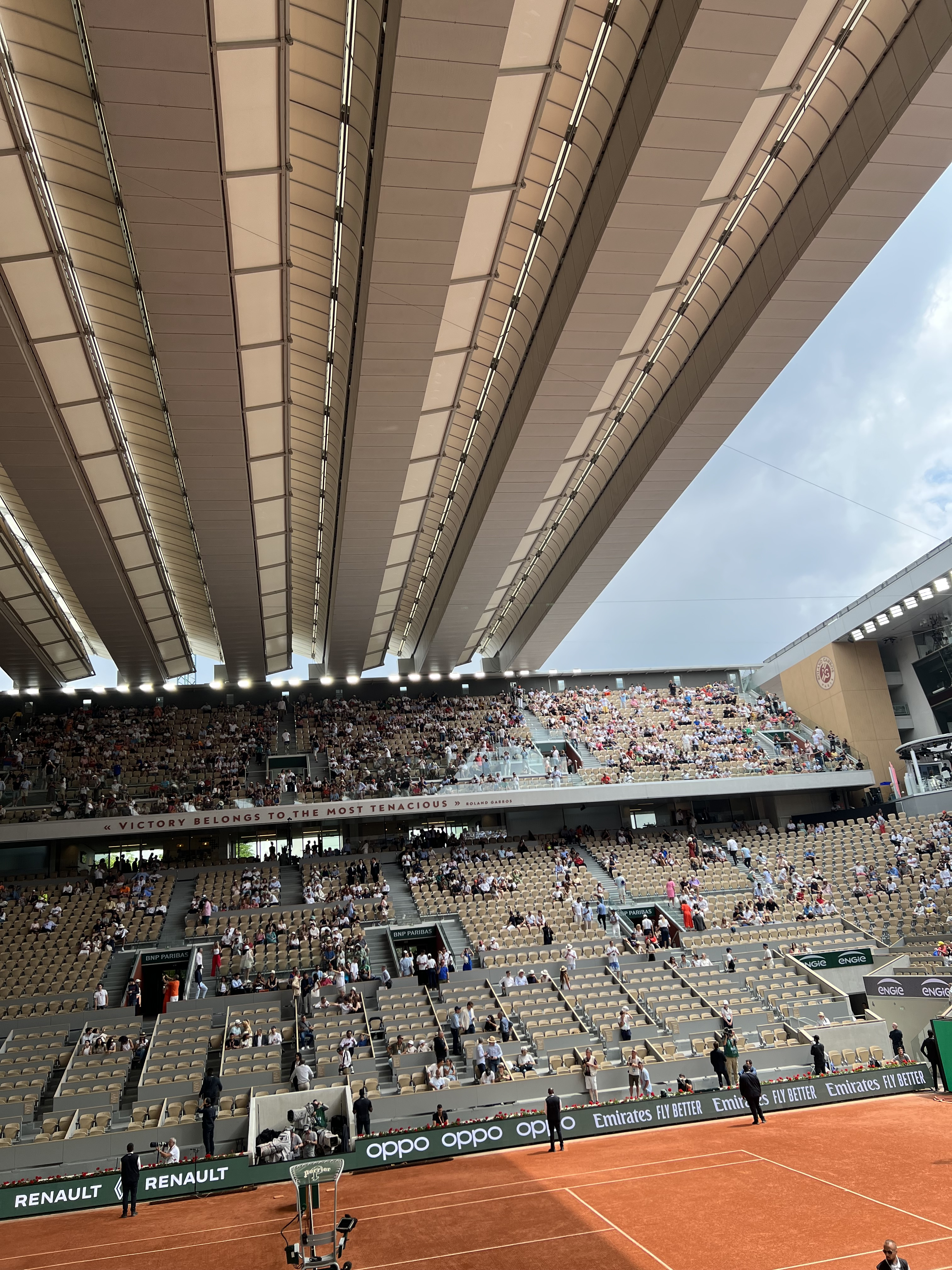
Stade Roland Garros
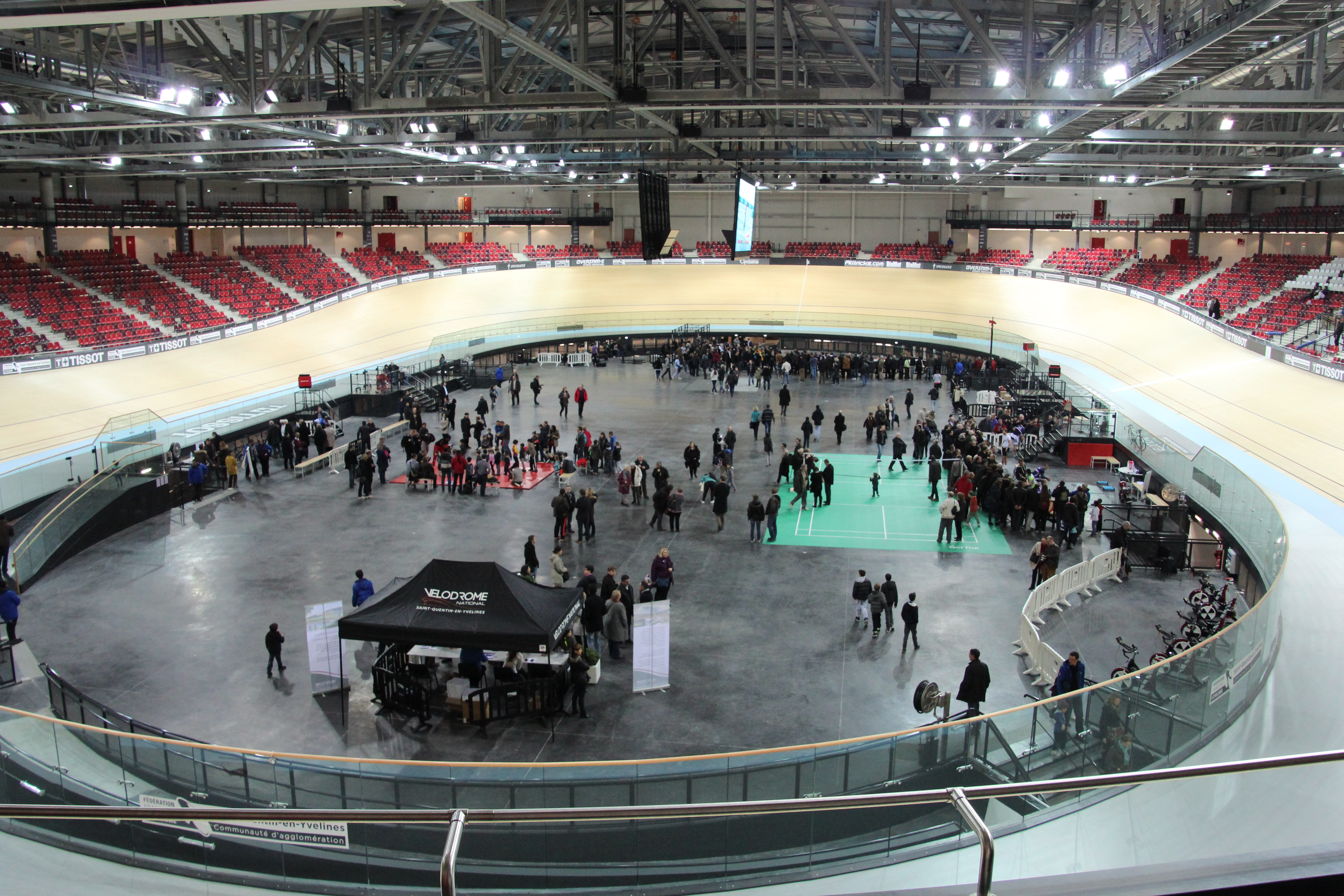
Vélodrome National
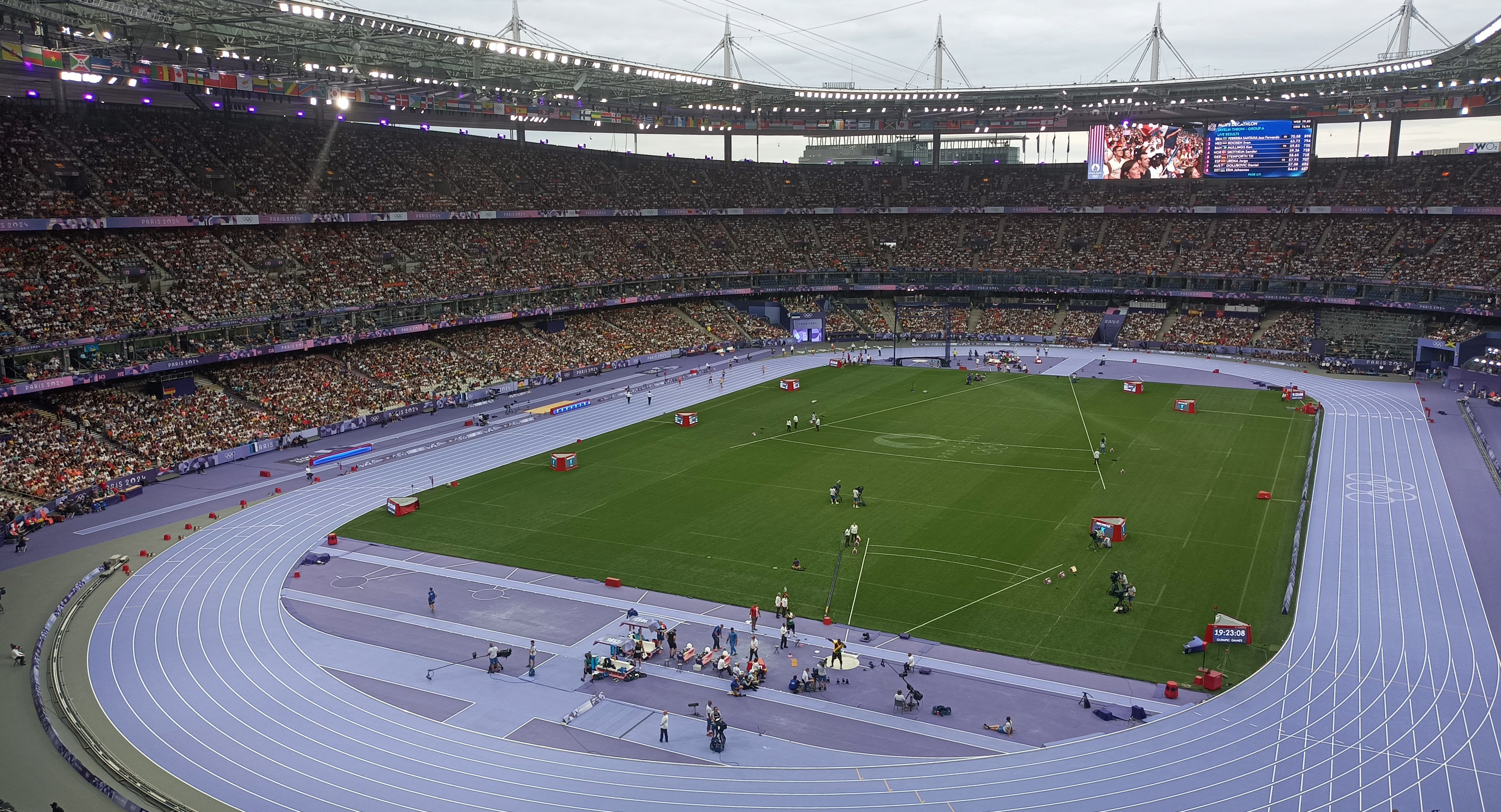
Stade de France

## Sportarten
Es fanden Entscheidungen in denselben 22 Sportarten statt wie bereits bei den Paralympischen Sommerspielen 2020 in Tokio:
- 5er-Fußball
- Badminton
- Boccia
- Bogenschießen
- Goalball
- Judo
- Leichtathletik
- Parakanu
- Pararudern
- Paratriathlon
- Powerlifting
- Radsport (Straße, Bahn)
- Reiten
- Rollstuhlbasketball
- Rollstuhlfechten
- Rollstuhlrugby
- Rollstuhltennis
- Schießen
- Schwimmen
- Sitzvolleyball
- Taekwondo
- Tischtennis

### Wettkampfplan
| Zeitplan            | Zeitplan            | Zeitplan            | Zeitplan    | Zeitplan    | Zeitplan    | Zeitplan    | Zeitplan       | Zeitplan       | Zeitplan       | Zeitplan       | Zeitplan       | Zeitplan       | Zeitplan       | Zeitplan       | Zeitplan       |
| Disziplin           | Disziplin           | Disziplin           | Mi. 28.     | Do. 29.     | Fr. 30.     | Sa. 31.     | So. 1.         | Mo. 2.         | Di. 3.         | Mi. 4.         | Do. 5.         | Fr. 6.         | Sa. 7.         | So. 8.         | Entscheidungen |
| Disziplin           | Disziplin           | Disziplin           | August 2024 | August 2024 | August 2024 | August 2024 | September 2024 | September 2024 | September 2024 | September 2024 | September 2024 | September 2024 | September 2024 | September 2024 | Entscheidungen |
| ------------------- | ------------------- | ------------------- | ----------- | ----------- | ----------- | ----------- | -------------- | -------------- | -------------- | -------------- | -------------- | -------------- | -------------- | -------------- | -------------- |
| Eröffnungsfeier     |                     |                     |             |             |             |             |                |                |                |                |                |                |                |                |                |
| 5er-Fußball         | 5er-Fußball         | 5er-Fußball         |             |             |             |             |                |                |                |                |                |                | 1              |                | 1              |
| Badminton           | Badminton           | Badminton           |             |             |             |             | 2              | 14             |                |                |                |                |                |                | 16             |
| Boccia              | Boccia              | Boccia              |             |             |             |             | 2              | 6              |                |                | 3              |                |                |                | 11             |
| Bogenschießen       | Bogenschießen       | Bogenschießen       |             |             |             | 2           | 2              | 2              | 1              | 1              | 1              |                |                |                | 9              |
| Goalball            | Goalball            | Goalball            |             |             |             |             |                |                |                |                | 2              |                |                |                | 2              |
| Judo                | Judo                | Judo                |             |             |             |             |                |                |                |                | 5              | 5              | 6              |                | 16             |
| Leichtathletik      | Leichtathletik      | Leichtathletik      |             |             | 14          | 18          | 19             | 13             | 24             | 15             | 19             | 16             | 22             | 4              | 164            |
| Parakanu            | Parakanu            | Parakanu            |             |             |             |             |                |                |                |                |                |                | 5              | 5              | 10             |
| Pararudern          | Pararudern          | Pararudern          |             |             |             |             | 5              |                |                |                |                |                |                |                | 5              |
| Paratriathlon       | Paratriathlon       | Paratriathlon       |             |             |             |             | 7              | 4              |                |                |                |                |                |                | 11             |
| Powerlifting        | Powerlifting        | Powerlifting        |             |             |             |             |                |                |                | 4              | 4              | 4              | 4              | 4              | 20             |
| Radsport            | Straße              | Straße              |             |             |             |             |                |                |                | 19             | 6              | 4              | 5              |                | 34             |
| Radsport            | Bahn                | Bahn                |             | 4           | 5           | 4           | 4              |                |                |                |                |                |                |                | 17             |
| Reiten              | Reiten              | Reiten              |             |             |             |             |                | 3              | 2              |                | 1              | 5              |                |                | 11             |
| Rollstuhlbasketball | Rollstuhlbasketball | Rollstuhlbasketball |             |             |             |             |                |                |                |                |                |                | 1              | 1              | 2              |
| Rollstuhlfechten    | Rollstuhlfechten    | Rollstuhlfechten    |             |             |             |             |                |                | 4              | 4              | 2              | 4              | 2              |                | 16             |
| Rollstuhlrugby      | Rollstuhlrugby      | Rollstuhlrugby      |             |             |             |             |                | 1              |                |                |                |                |                |                | 1              |
| Rollstuhltennis     | Rollstuhltennis     | Rollstuhltennis     |             |             |             |             |                |                |                | 1              | 2              | 2              | 1              |                | 6              |
| Schießen            | Schießen            | Schießen            |             |             | 3           | 2           | 2              | 1              | 2              | 2              | 1              |                |                |                | 13             |
| Schwimmen           | Schwimmen           | Schwimmen           |             | 15          | 14          | 15          | 14             | 13             | 15             | 12             | 13             | 15             | 15             |                | 141            |
| Sitzvolleyball      | Sitzvolleyball      | Sitzvolleyball      |             |             |             |             |                |                |                |                |                | 1              | 1              |                | 2              |
| Taekwondo           | Taekwondo           | Taekwondo           |             | 3           | 4           | 3           |                |                |                |                |                |                |                |                | 10             |
| Tischtennis         | Tischtennis         | Tischtennis         |             |             | 2           | 5           | 3              |                | 1              | 3              | 5              | 5              | 7              |                | 31             |
| Schlussfeier        |                     |                     |             |             |             |             |                |                |                |                |                |                |                |                |                |
| Entscheidungen      | Entscheidungen      | Entscheidungen      |             | 22          | 42          | 49          | 60             | 57             | 49             | 61             | 64             | 61             | 70             | 14             | 549            |
| Disziplin           | Disziplin           | Disziplin           | Mi. 28.     | Do. 29.     | Fr. 30.     | Sa. 31.     | So. 1.         | Mo. 2.         | Di. 3.         | Mi. 4.         | Do. 5.         | Fr. 6.         | Sa. 7.         | So. 8.         | Entscheidungen |
| Disziplin           | Disziplin           | Disziplin           | August 2024 | August 2024 | August 2024 | August 2024 | September 2024 | September 2024 | September 2024 | September 2024 | September 2024 | September 2024 | September 2024 | September 2024 | Entscheidungen |

Farblegende

## Teilnehmende Paralympische Komitees
| Europa (43 Länder) | Europa (43 Länder) | Europa (43 Länder) |
| --- | --- | --- |
| - Armenien (3) - Aserbaidschan (18) - Belgien (29) - Bosnien und Herzegowina (14) - Bulgarien (3) - Dänemark (31) - Deutschland (143) - Estland (5) - Finnland (15) - Frankreich (239) - Georgien (14) - Griechenland (37) - Großbritannien (201) - Irland (29) - Island (5) | - Israel (27) - Italien (135) - Kosovo (1) - Kroatien (22) - Lettland (8) - Litauen (9) - Luxemburg (2) - Malta (2) - Moldau (5) - Montenegro (4) - Niederlande (84) - Nordmazedonien (1) - Norwegen (18) - Österreich (24)                                      | - Polen (82) - Portugal (26) - Rumänien (6) - Schweden (20) - Schweiz (27) - Serbien (22) - Slowakei (26) - Slowenien (14) - Spanien (139) - Tschechien (32) - Türkei (94) - Ukraine (139) - Ungarn (39) - Zypern (3)                                               |
| Asien (44 Länder) | | |
| - Afghanistan (1) - Bahrain (2) - Bangladesch (2) - Bhutan (1) - China (284) - Chinesisch Taipeh (13) - Hongkong (23) - Indien (84) - Indonesien (35) - Irak (20) - Iran (64) - Japan (177) - Jemen (1) - Jordanien (8) - Kambodscha (1)                                     | - Kasachstan (44) - Katar (2) - Kirgisistan (4) - Kuwait (3) - Laos (1) - Libanon (1) - Macau (1) - Malaysia (28) - Malediven (2) - Mongolei (12) - Myanmar (1) - Nepal (3) - Nordkorea - Oman (2) - Osttimor (1)                                                | - Pakistan (1) - Palästina (1) - Philippinen (6) - Saudi-Arabien (9) - Singapur (10) - Sri Lanka (8) - Südkorea (83) - Syrien (1) - Tadschikistan - Thailand (78) - Turkmenistan (1) - Usbekistan (64) - Vereinigte Arabische Emirate (13) - Vietnam (7)            |
| Afrika (48 Länder) | | |
| - Ägypten (54) - Algerien (26) - Angola (2) - Äquatorialguinea - Äthiopien (4) - Benin (2) - Botswana (2) - Burundi (2) - Burkina Faso (1) - Elfenbeinküste (3) - Eritrea (1) - Eswatini - Gabun (2) - Gambia (2) - Ghana (4) - Guinea (2)                                   | - Guinea-Bissau (2) - Kamerun (5) - Kap Verde (2) - Demokratische Republik Kongo (2) - Republik Kongo (2) - Kenia (13) - Lesotho (2) - Liberia (2) - Libyen (3) - Madagaskar - Malawi (2) - Mali (2) - Marokko (38) - Mauritius (6) - Mosambik (1) - Namibia (5) | - Niger (1) - Nigeria (23) - Ruanda (15) - São Tomé und Príncipe (1) - Sambia (2) - Senegal (4) - Sierra Leone (1) - Simbabwe (2) - Somalia (1) - Südafrika (32) - Tansania (1) - Togo (1) - Tschad - Tunesien (30) - Uganda (4) - Zentralafrikanische Republik (2) |
| Amerika (31 Länder) | | |
| - Amerikanische Jungferninseln (1) - Argentinien (68) - Aruba (1) - Barbados (1) - Bermuda (2) - Bolivien - Brasilien (256) - Chile (28) - Costa Rica (8) - Dominikanische Republik (11) - Ecuador (14)                                                                      | - El Salvador (3) - Grenada (2) - Guatemala (2) - Haiti (1) - Honduras (1) - Jamaika (1) - Kanada (123) - Kolumbien (74) - Kuba (21) - Mexiko (67) | - Nicaragua (1) - Panama (3) - Paraguay (1) - Peru (13) - Puerto Rico (2) - St. Vincent und die Grenadinen (1) - Trinidad und Tobago (1) - Uruguay (2) - Venezuela (24) - Vereinigte Staaten (219)                                                                  |
| Ozeanien (11 Länder) | | |
| - Amerikanisch-Samoa - Australien (151) - Fidschi (3) - Guam | - Kiribati (1) - Neuseeland (25) - Palau - Papua-Neuguinea (2) | - Salomonen (4) - Tonga (1) - Vanuatu (2) |
| Andere Mannschaften (2 Teams) | | |
| - Flüchtlingsteam (8) | - Neutrale Paralympische Athleten (96) | |

## Zeremonien

### Fackellauf
Der Fackellauf der Paralympischen Spiele 2024 begann mit der feierlichen Entzündung der Flamme in Stoke Mandeville, dem historischen Geburtsort des paralympischen Sports. Dieser symbolische Akt erfolgte kurz nach der Abschlussfeier der Olympischen Spiele und markiert den Auftakt zu den Paralympischen Spielen und ihren Feierlichkeiten.
Der Fackellauf, auch als „Forerunners Relay“ (Vorläuferstaffel) bezeichnet, brachte die Paralympische Flamme in 50 Städte in ganz Frankreich. Vom 25. bis 28. August 2024 haben etwa 1.000 Menschen, die den Sport leidenschaftlich leben und die Spiele von Paris 2024 unterstützten, die Fackel durch das Land tragen. Mit dem Motto „Die Spiele sind zurück!“ sollten sie das Interesse an den bevorstehenden Spielen wecken und die Begeisterung für das Event verbreiten.
Paris 2024 hat in Zusammenarbeit mit dem Französischen Paralympischen und Sportkomitee (CPSF) Städte ausgewählt, die sich besonders dem Ausbau paralympischer Sportarten verschrieben haben. Die Flamme hat in Orten haltgemacht, die eine besondere Bedeutung für den paralympischen Sport haben, wie zum Beispiel Lorient, Heimat des zweifachen Goldmedaillengewinners im Segeln, Damien Seguin, und Blois, wo ein Sportkomplex nach dem paralympischen Champion Marie-Amélie Le Fur benannt wurde. Der Fackellauf bot auch die Gelegenheit, innovative Infrastrukturen und Programme hervorzuheben, die den Zugang zum Sport für Menschen mit Beeinträchtigungen erleichtern. Beispiele dafür sind das Sport- und Trainingszentrum in Châlons-en-Champagne und die Stadt Vichy, die intensiv am Inklusionsprogramm „Club Inclusif“ teilnimmt.
Insgesamt haben 11.000 Athletinnen und Athleten den Lauf gestaltet, darunter 10.000 olympische und 1.000 paralympische. Alle Fackelträgerinnen und Fackelträger haben dieselbe Unisex-Uniform getragen, die von Decathlon, einem offiziellen Partner von Paris 2024, entworfen wurde. Die Uniformen sind in Weiß gehalten, einer Farbe, die Frieden, Einheit und Zusammenhalt symbolisieren soll – Werte, die sowohl die Olympischen als auch die Paralympischen Spiele repräsentieren. Der Unterschied zwischen den Uniformen liegt in den Symbolen: Die olympischen Fackelträger trugen Kleidung mit den Olympischen Ringen, während die paralympischen Fackelträger Kleidung mit dem paralympischen Symbol Agitos trugen.

### Eröffnungsfeier
Die Eröffnungsfeier der Paralympics 2024 in Paris begann mit einer Parade auf den Champs-Elysées, an der bis zu 184 Delegationen aus der ganzen Welt teilnahmen. Die Veranstaltung bot den Zuschauern die Möglichkeit, an dem feierlichen Moment teilzuhaben, an dem rund 6.000 Athleten beteiligt waren. Für Ehrengäste und Ticketinhaber wurde die offizielle Parade auf der Place de la Concorde fortgesetzt, begleitet von einem Programm aus Kunstperformances.
Im März 2024 entschied das IOC, dass Athleten aus Russland und Belarus, die unter der Bezeichnung Individuelle Neutrale Athleten an den Start gehen, nicht an der Eröffnungsfeier teilnehmen dürfen. Grund ist der russische Angriffskrieg in der Ukraine.

„Um sicherzustellen, dass die Leistungen der paralympischen Athlet*innen, die Werte, die sie verkörpern, und die Emotionen, die sie in uns wecken, im Rampenlicht stehen, wollte Paris 2024 ihnen eine bahnbrechende Bühne bieten, indem es die erste Eröffnungszeremonie der Paralympischen Spiele außerhalb der Grenzen eines Stadions organisierte. Abgesehen von diesem außergewöhnlichen Rahmen, der den Spitzensportler*innen und dem Publikum aus der ganzen Welt geboten wird, ist diese Zeremonie im Herzen der Stadt ein starkes Symbol für unseren Ehrgeiz, dass wir die Ausrichtung der ersten Paralympischen Spiele in unserem Land nutze wollen, um das Thema der Inklusion von Menschen mit Behinderungen in den Mittelpunkt unserer Gesellschaft zu stellen.“

### Abschlussfeier
Die Abschlussfeier fand am 8. September 2024 im vollbesetzten Stade de France statt, in dessen Innenraum sich die Athleten versammelt hatten. Während der Feier regnete es. Wie schon bei der Schlussfeier der unmittelbar vorausgehenden Olympischen Sommerspiele wurde die olympische Flamme wiederum in einer kleinen Laterne im Stadion gelöscht. Sechs französische Athleten reichten die Laterne untereinander weiter: Frédéric Villeroux, Ugo Didier, Charles Noakes, Gloria Agblemagnon, Mathieu Bosredon und schließlich Aurélie Aubert, die die Flamme auspustete. Im Mittelpunkt der Feier standen Auftritte von 24 französischen Künstlern, die die Electro-Musik geprägt hatten, beginnend bei Jean-Michel Jarre bis hin zu Kavinsky, begleitet von einer etwa einstündigen Lichtshow. Die Feier wurde in Deutschland zeitversetzt ab 23 Uhr im Ersten gezeigt; eine Live-Übertragung gab es nur in der ARD-Mediathek.

## Übertragung
In Deutschland wurden die Paralympischen Sommerspiele 2024 von den öffentlichen-rechtlichen Sendern ARD und ZDF abwechselnd im TV übertragen. Für die Moderation wurde, wie auch schon bei den Olympischen Sommerspielen, das gemeinsame TV-Studio auf der Place de l’Alma in Paris genutzt. Außerdem wurden in der jeweiligen Mediathek Livestreams zu aktuellen Wettkämpfen angeboten.

## Rezeption
Die Spiele wurden allgemein als ein großer Erfolg für den Behindertensport gewertet. Den Veranstaltern war es gelungen, die positive Wahrnehmung der Olympischen Sommerspiele auf die Paralympischen Spiele zu übertragen. Die Veranstaltungen waren mit etwa zwei Millionen Zuschauern gut besucht, und die Wettkämpfe wurden zum ersten Mal im deutschen Fernsehen im Hauptabendprogramm live übertragen, neben vielen Livestreams in den Mediatheken von ARD und ZDF, auch zur zeitversetzten Nutzung.